# Geissomeria
Geissomeria là chi thực vật có hoa trong họ Acanthaceae.